# 谢尔季托耶
48°2′30″N 38°23′18″E / 48.04167°N 38.38833°E

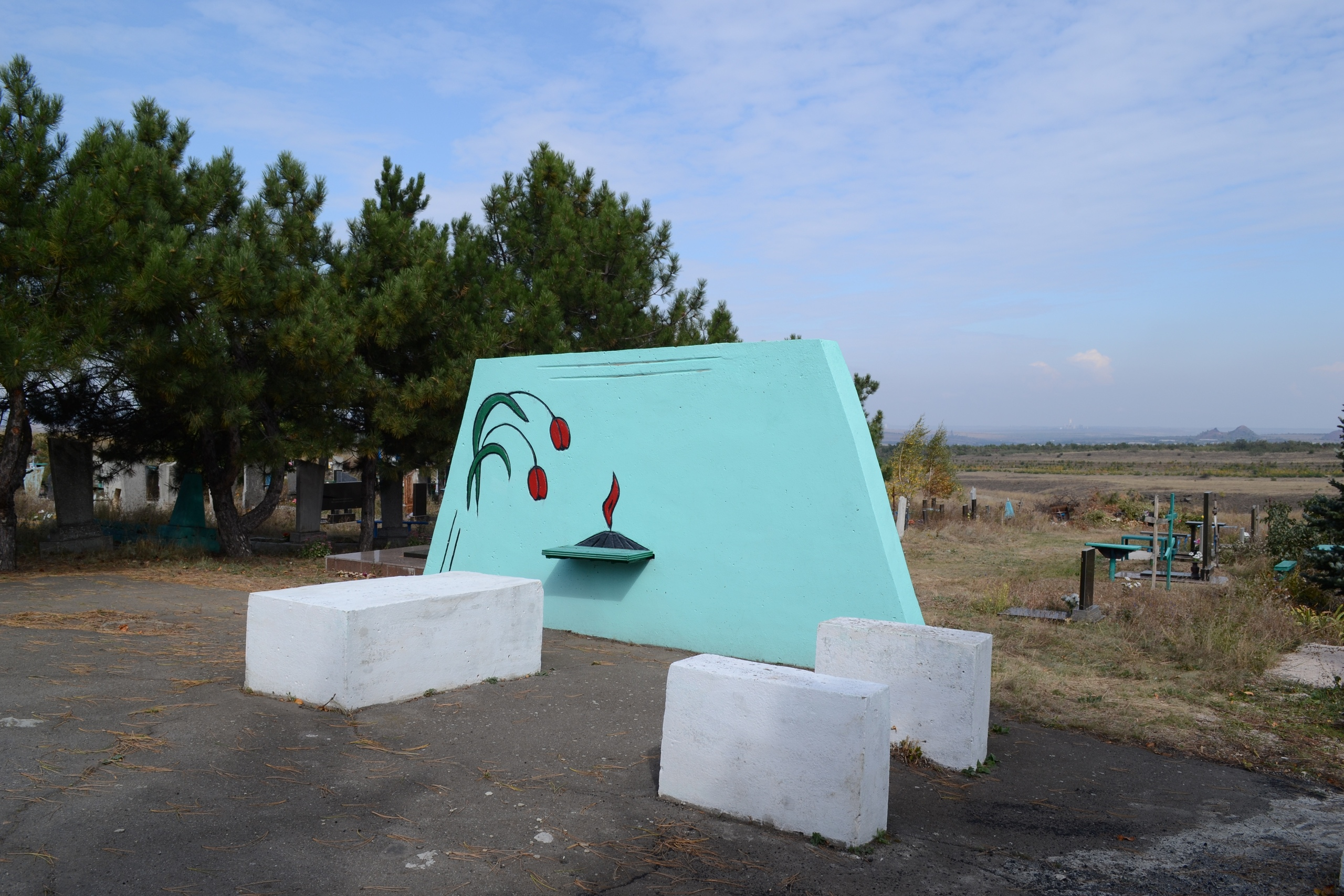
苏联烈士墓

谢尔季托耶，或按乌克兰语译作塞爾迪泰（烏克蘭語：Сердите），法理上是烏克蘭東部頓涅茨克州霍尔利夫卡区沙赫塔爾斯克市鎮的镇。該鎮始建於1904年，海拔高度234米，該鎮設有圖書館和郵局，2011年人口1,920。